# بانکو پاستور
بانکو پاستور (انگلیسی: Banco Pastor) شرکت خدمات مالی و بانکداری اسپانیایی است، که در سال ۱۷۷۶ تأسیس شد.